# وویتانوو
وویتانوو (به لاتین: Vojtanov) یک منطقهٔ مسکونی در جمهوری چک است که در شهرستان خب واقع شده‌است. وویتانوو ۱۰٫۱۹ کیلومتر مربع مساحت و ۱۹۹ نفر جمعیت دارد و ۵۱۸ متر بالاتر از سطح دریا واقع شده‌است.